# هشتادمین دوره جوایز اسکار
هشتادمین دوره مراسم اعطای جوایز اسکار در تاریخ ۲۴ فوریه ۲۰۰۸ در سینمای کداک لوس آنجلس کالیفرنیا برگزار شد. در این مراسم بهترین فیلم‌های سال جهان به انتخاب آکادمی علوم و هنرهای تصاویر متحرک جایزه گرفتند.

## جوایز
| بهترین فیلم | بهترین کارگردانی |
| --- | --- |

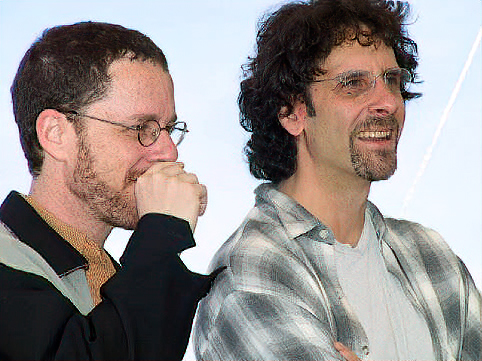
برادران کوئن، برنده بهترین کارگردانی

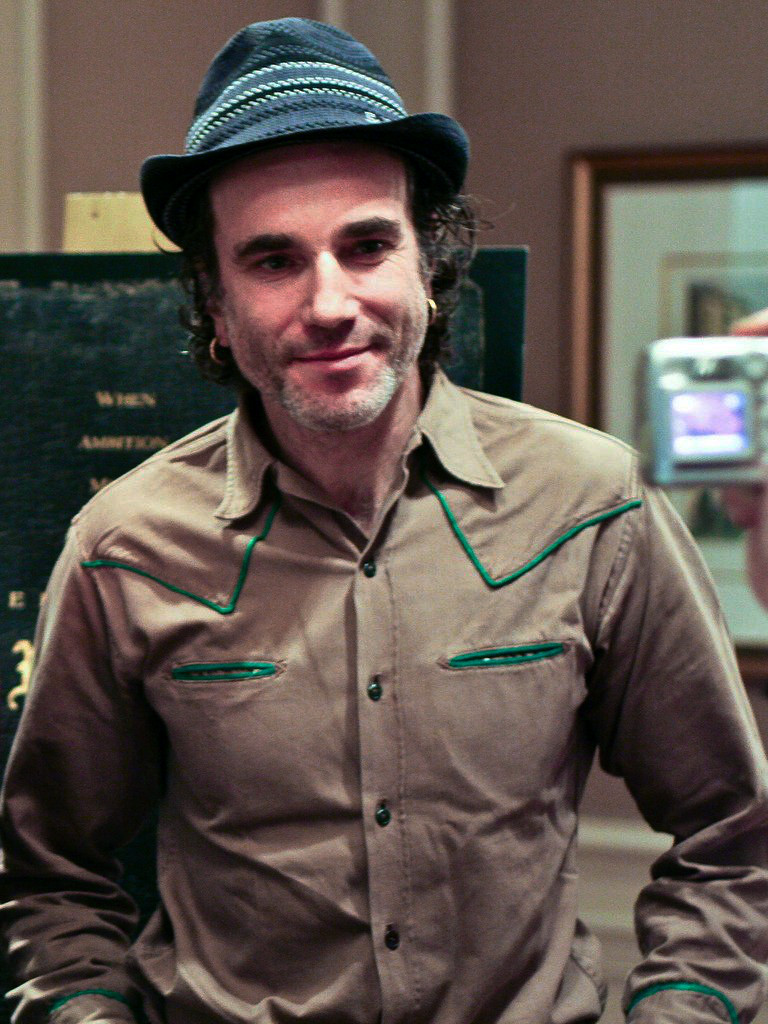
دانیل دی-لوئیس، بهترین بازیگر مرد

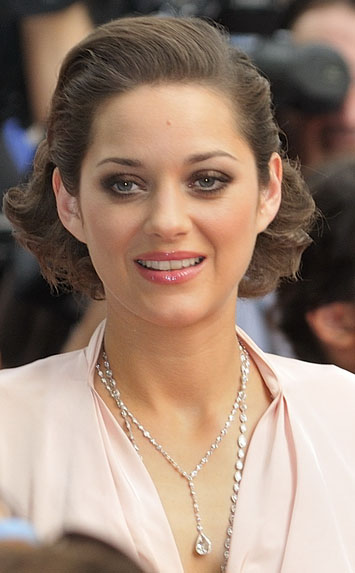
ماریون کوتیار، بهترین بازیگر زن

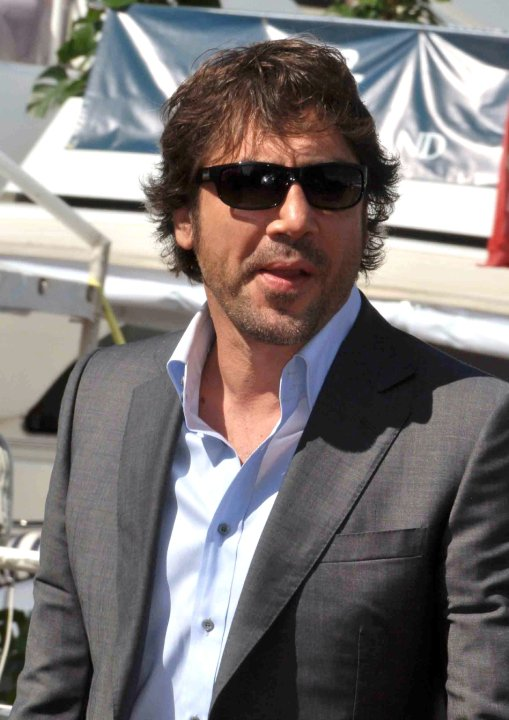
خاویر باردم، برنده بهترین بازیگر مکمل مرد

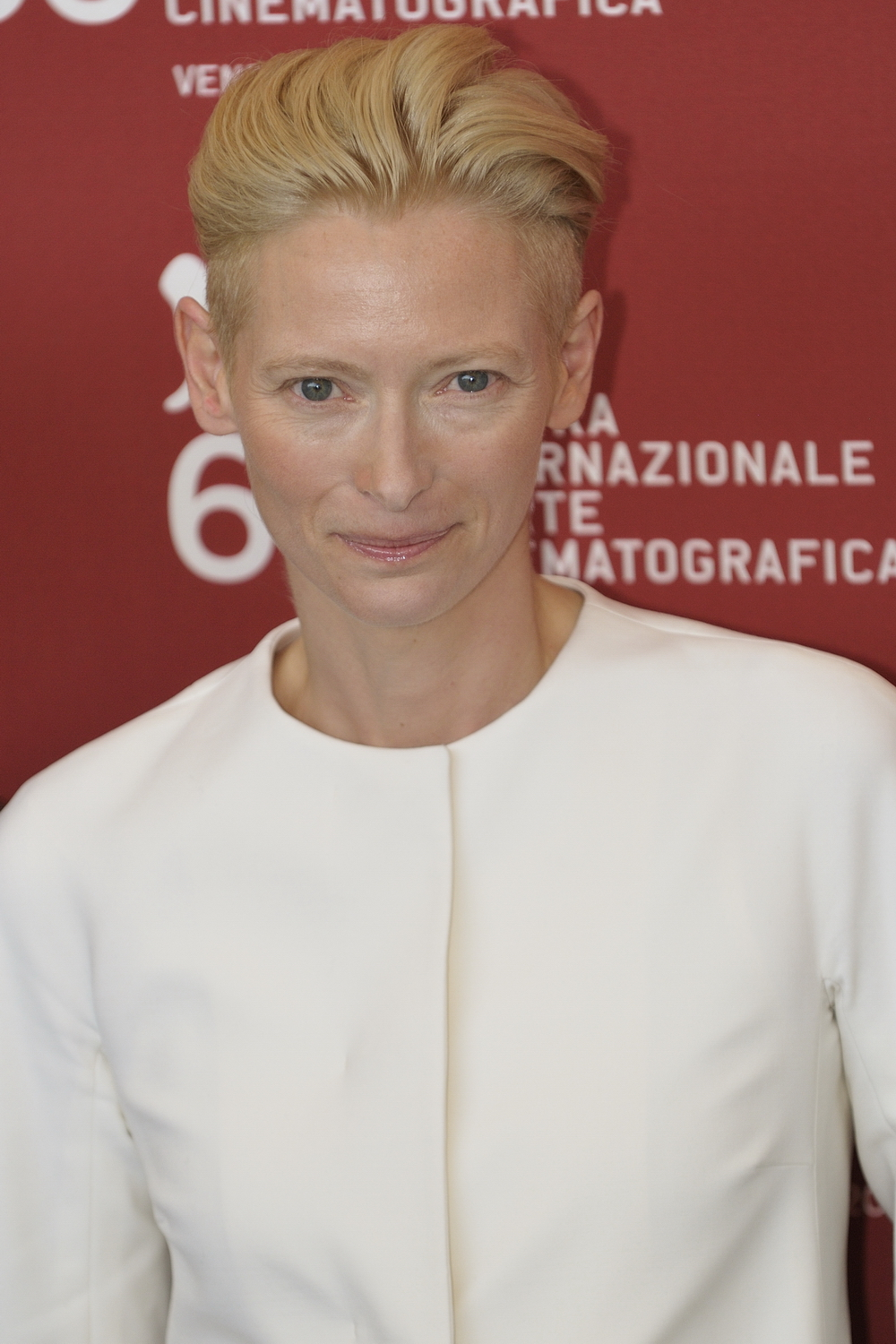
تیلدا سوئینتن، بهترین بازیگر مکمل زن

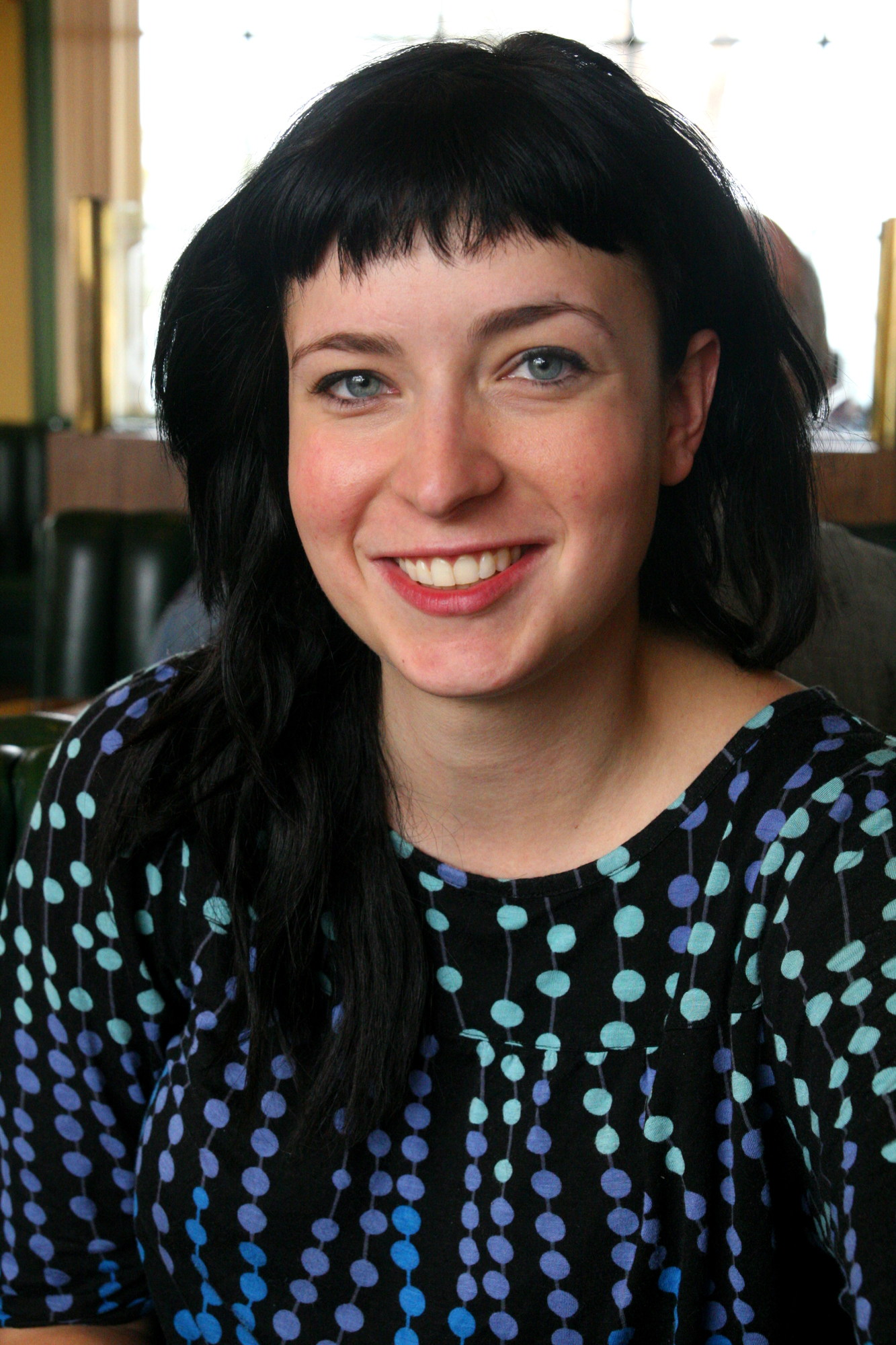
دیابلو کودی، بهترین فیلمنامه غیراقتباسی

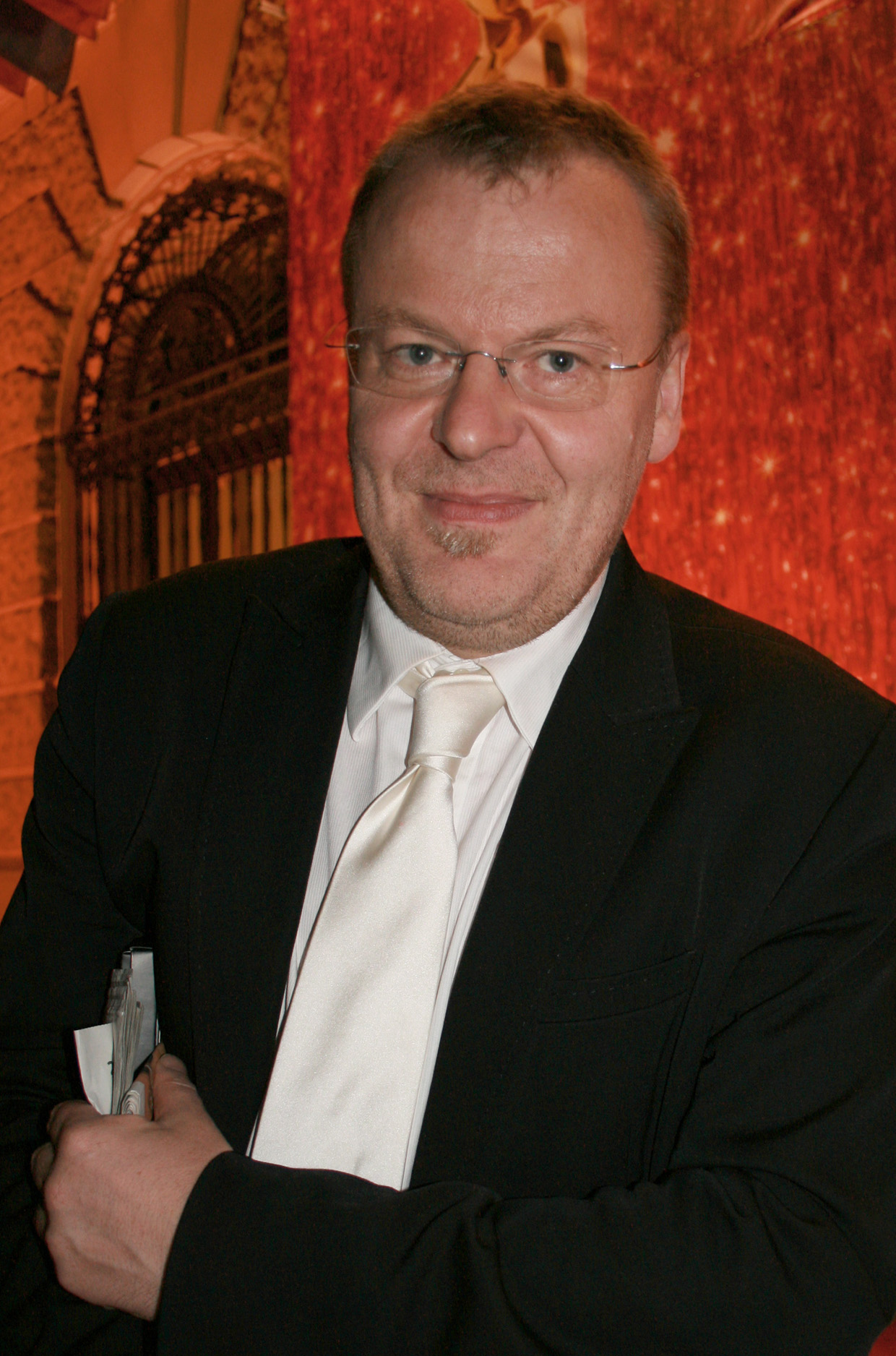
استفان روزویدسکی، برنده بهترین فیلم غیرانگلیسی

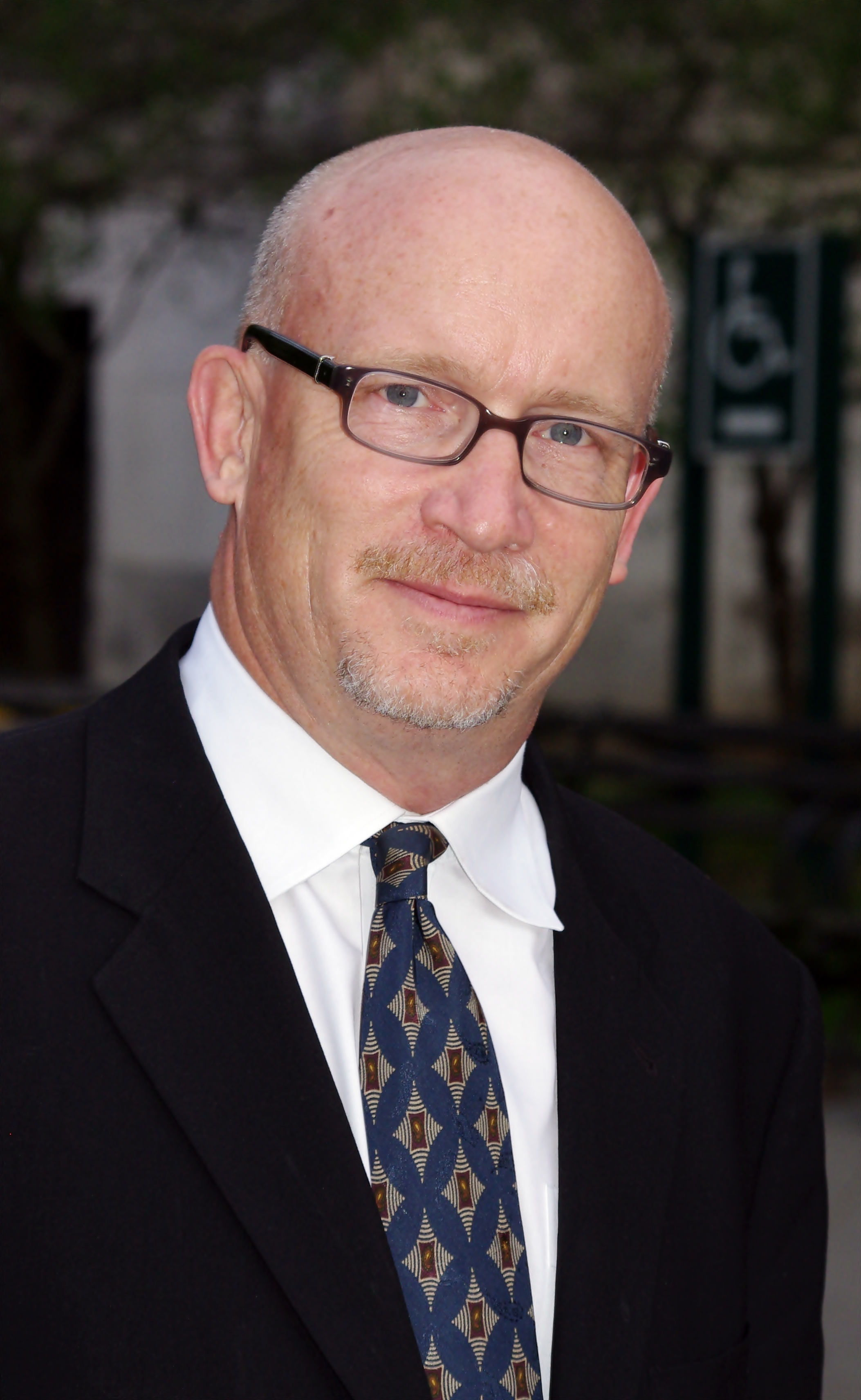
آلکس گیبنی، برنده مشترک بهترین مستند بلند

| - جایی برای پیرمردها نیست اسکات رودین، جوئل کوئن و اتان کوئن - کفاره - تیم باون، اریک فلنر و پاول وبست - جونو - لیان هالفون، جان مالکوویچ، میسون ناویک و راسل اسمیت - مایکل کلایتون - سیدنی پولاک، استیون ساموئلز، جنیفر فاکس و کری اورنت - خون به پا خواهد شد - پل توماس آندرسن و اسکات رودین | - جوئل کوئن و اتان کوئن – جایی برای پیرمردها نیست - پل توماس آندرسن – خون به پا خواهد شد - تونی گیلروی – مایکل کلایتون - جیسون رایتمن – جونو - جولیان اشنابل – لباس غواصی و پروانه |
| بهترین بازیگر نقش اول مرد | بهترین بازیگر نقش اول زن |
| - دانیل دی-لوئیس - خون به پا خواهد شد - جرج کلونی - مایکل کلایتون - جانی دپ - سوئینی تاد: آرایشگر شیطانی خیابان فلیت - تامی لی جونز - در دره الاه - ویگو مورتنسن - وعده‌های شرقی | - ماریون کوتیار – زندگی مانند گل سرخ - کیت بلانشت – الیزابت - جولی کریستی – دور از او - لورا لینی – خانواده سوج - الن پیج – جونو |
| بهترین بازیگر نقش مکمل مرد | بهترین بازیگر نقش مکمل زن |
| - خاویر باردم - جایی برای پیرمردها نیست - کیسی افلک - ترور جسی جیمز به‌وسیله رابرت فورد بزدل - فیلیپ سیمور هافمن - خانواده سوج - هال هالبروک - به‌سوی طبیعت وحشی - تام ویلکینسون - مایکل کلیتون                                                                                                  | - تیلدا سوئینتن - مایکل کلیتون - کیت بلانشت - من آنجا نیستم - رابی دی - گانگستر آمریکایی - سیرشا رونان - کفاره - ایمی رایان - رفته عزیزم رفته |
| فیلم‌نامه اوریژینال | فیلم‌نامه اقتباسی |
| - جونو – دیابلو کودی - لارس و دختر واقعی - نانسی اولیور - مایکل کلیتون - تونی گیلروی - راتاتویی - برَد بِرد - خانواده سوج - تامارا جنکینز | - جایی برای پیرمردها نیست – جوئل کوئن و اتان کوئن - کفاره - کریستوفر همپتون - دور از او - سارا پلی - لباس غواصی و پروانه - رونالد هاروود - خون به پا خواهد شد - پل توماس آندرسن |
| بهترین انیمیشن | بهترین فیلم غیر انگلیسی‌زبان |
| - راتاتویی – برَد بِرد - پرسپولیس - مرجان ساتراپی و ونسان پارونو - موج‌سواری - اش برنون و کریس بوک | - جاعلان (اتریش) - استفان روزویدسکی - بیوفورت (اسرائیل) - جوزف سدر - کاتین (لهستان) - آندری وایدا - مغول (قزاقستان) - سرگئی بودروف - دوازده (روسیه) - نیکیتا میخالکوف |
| بهترین مستند | بهترین مستند کوتاه |
| - تاکسی به‌سوی تاریکی (الکس گیبنی و اِوا اُرنر) - منظره بی‌پایان - چارلز فرگوسون و آدری مارس - عملیات بازگشت به خانه - ریچاد ای. رابینز - سیکو - مایکل مور و مگان اوهارا - جنگ/رقص - آندرئآ نیکس فاین و شان فاین                                                                                   | - مالکیت مطلق - سینتیا وید و ونسا روث - سلطنت - آماندا میکلی و ایزابل وگا - سلیم بابا - تیم استرنبرگ و فرانسیسکو بیو - مادر ساری - جیمز لانگلی |
| بهترین فیلم کوتاه زنده | بهترین انیمیشن کوتاه |
| - موتزارت - فیلیپ پولت-ویلار - در شب - کریستان کریستان سن - آسمان سینمای ایتالیا - آندری جوبلین - آرژانتینی - گوئیدو تیس - زنان تونتو - | - پیتر و گرگ - سوزی تمپلتون و هیو ولچمن - من وارلوس را ملاقات کردم - جاش راسکین - مادام توتلی پوتلی - کریس لاویس و ماچیک اشتربوفسکی - حتی کبوترها به بهشت می‌رود - ساموئل تورنکس و سیمون وانس - عشق من - آلکساندر پتروف |
| بهترین موسیقی فیلم | بهترین ترانه |
| - کفاره – داریو ماریانلی - بادبادک‌باز – آلبرتو ایگلسیاس - مایکل کلیتون – جیمز نیوتن هاوارد - راتاتویی – مایکل جیاچینو - ۱۰ به یوما – مارکو بلترامی | - یک بار برای ترانه "سقوط آهسته" - گلن هانسرد و مارکتا ایرگلووا - افسون شده برای ترانه "ترانه کارهای شاد" - آلن منکن و استفان شوارتز - افسون شده برای ترانه "خیلی نزدیک" - آلن منکن و استفان شوارتز - افسون شده برای ترانه "همان قدر که شما می‌دانید" - آلن منکن و استفان شوارتز - آگوست راش برای ترانه "ببرش بال" - جمال جوزف، چارلز مک و توین توماس |
| بهترین تدوین صدا | بهترین میکس صدا |
| - اولتیماتوم بورن - کارن بارکر لندرز و پر هالبرگ - جایی برای پیرمردها نیست - اسکیپ لیوسی - راتاتویی - رندی تام و مایکل سیلورز - خون به پا خواهد شد - ماتیو وود و کریستوفر اِسکارابسیو - تبدیل شوندگان - ایتان ون در راین و مایک هاپکینز                                                         | - اولتیماتوم بورن - اسکات میلان، دیوید پارکر و کرک فرانسیس - جایی برای پیرمردها نیست - اسکیپ لیوسی، کریگ برکی، گرگ اورلوف و پیتر کرلند - راتاتویی - رندی توماس، مایکل سمنیک و داک کین - ۱۰ به یوما - پل مسی، دیوید جیامارکو و جیم استیوب - تبدیل شوندگان - کوین اوکانر، گرگ پی. راسل، و پیتر جی. دولین                                               |
| بهترین طراحی صحنه | بهترین فیلمبرداری |
| - آرایشگر شیطانی خیابان فلیت - دانته فرتی فرانچسکو لو چیاوو - گانگستر آمریکایی - آرتور مکس - بت روبینو - کفاره - سارا گرینوود - کیت اسپنسر - قطب‌نمای طلایی - دنیس گاسنر - آنا پینوک - خون به پا خواهد شد - جک فیسک - جیم اریکسون                                                               | - خون به پا خواهد شد - رابرت الزوت - ترور جسی جیمز به وسیله رابرت فورد بزدل - راجر دیکینس - کفاره - شیموس مک‌گاروی - لباس غواصی و پروانه - یانوش کامینسکی - جایی برای پیرمردها نیست - راجر دیکینس |
| بهترین گریم و آرایش مو | بهترین طراحی لباس |
| - زندگی مانند گل سرخ - دیدیه لوانی و جین آرچیبالد - نوربیت - ریم بیکر و کازوهیرو تسوجی - دزدان دریایی کارائیب: پایان جهان - | - الیزابت - الکساندر برن - از میان جهان - آلبرت ولسکی - کفاره - جکلین دورن - زندگی مانند گل سرخ - مریت الن - آرایشگر شیطانی خیابان فلیت - کالین اتوود |
| بهترین تدوین فیلم | بهترین جلوه‌های بصری |
| - اولتیماتوم بورن - کریستوفر رز - لباس غواصی و پروانه - ژولین ولفینگ - به‌سوی طبیعت وحشی - جی کسیدی - جایی برای پیرمردها نیست - رودریک جِینس - خون به پا خواهد شد - دیلن تیکنور | - قطب‌نمای طلایی - مایکل فینک - دزدان دریایی کارائیب: پایان جهان - جان کنول - تبدیل شوندگان - اسکات فارار |

## فیلم‌هایی با چند نامزدی و جایزه
| تعداد نامزدی | فیلم                                   |
| ------------ | -------------------------------------- |
| ۸            | جایی برای پیرمردها نیست                |
| ۸            | خون به پا خواهد شد                     |
| ۷            | کفاره                                  |
| ۷            | مایکل کلایتون                          |
| ۵            | Ratatouille                            |
| ۴            | لباس غواصی و پروانه                    |
| ۴            | جونو                                   |
| ۳            | اولتیماتوم بورن                        |
| ۳            | افسون شده                              |
| ۳            | زندگی مانند گل سرخ                     |
| ۳            | آرایشگر شیطانی خیابان فلیت             |
| ۳            | تبدیل شوندگان                          |
| ۲            | ۱۰ به یوما                             |
| ۲            | گانگستر آمریکایی                       |
| ۲            | ترور جسی جیمز به وسیله رابرت فورد بزدل |
| ۲            | دور از او                              |
| ۲            | الیزابت: دوران طلایی                   |
| ۲            | قطب‌نمای طلایی                          |
| ۲            | به‌سوی طبیعت وحشی                       |
| ۲            | دزدان دریایی کارائیب: پایان جهان       |
| ۲            | خانواده سوج                            |

| جوایز | فیلم                    |
| ----- | ----------------------- |
| ۴     | جایی برای پیرمردها نیست |
| ۳     | اولتیماتوم بورن         |
| ۲     | زندگی مانند گل سرخ      |
| ۲     | خون به پا خواهد شد      |

## اهداکنندگان و اجراکنندگان
The following individuals presented awards or performed musical numbers.

### اهداکنندگان
| نام (s) | نقش                                                                                                   |
| --- | --- |
| تام کین رندی توماس | گوینده آغازین ۸۰امین مراسم اسکار                                                                      |
| جنیفر گارنر | اهداکننده جایزه برای بهترین طراحی لباس                                                                |
| جرج کلونی | Presenter of the Academy Awards history montage                                                       |
| استیو کارل آن هاتاوی | اهداکنندگان فهرست جوایز اسکار بهترین فیلم‌های پویانمایی                                                |
| کاترین هیگل | اهداکننده جایزه برای چهره‌پردازی                                                                       |
| جان استوارت (مجری تلویزیونی)                                                                                                 | Introducer of the performance of Best Song nominee "Happy Working Song"                               |
| دواین جانسون | اهداکننده جایزه برای بهترین جلوه‌های بصری                                                              |
| کیت بلانشت | اهداکننده جایزه برای Best Art Direction                                                               |
| جنیفر هادسون | اهداکننده جایزه برای بهترین بازیگر نقش مکمل مرد                                                       |
| کری راسل | Introducer the performance of Best song nominee "Raise It Up"                                         |
| اوون ویلسون | اهداکنندگان Best Live Action Short Film                                                               |
| Barry B. Benson | اهداکننده جایزه برای Best Animated Short Film                                                         |
| آلن آرکین | اهداکننده جایزه برای Best Supporting Actress                                                          |
| جسیکا آلبا | Presenter of the segment of the Scientific and Technical Awards و جایزه گوردون ای. سویر               |
| جاش برولین جیمز مک‌آووی | Presenters of the awards for Best Adapted Screenplay                                                  |
| Sid Ganis | Special segment explaining the جایزه اسکار selection process                                          |
| مایلی سایرس | Introducer of the performance of Best Song nominee "That's How You Know"                              |
| جونا هیل ست روگن | اهداکنندگان جایزه برای Academy Award for Best Sound Editing و the Academy Award for Best Sound Mixing |
| فارست ویتاکر | اهداکننده جایزه برای جایزه اسکار بهترین بازیگر نقش اول زن                                             |
| کالین فارل | Introducer of the performance of Best Song nominee "Falling Slowly"                                   |
| جک نیکلسون | Presenter of the بهترین فیلم winners montage                                                          |
| رنه زلوگر | اهداکننده جایزه برای بهترین تدوین فیلم                                                                |
| نیکل کیدمن | اهداکننده جایزه برای Honorary Academy Award به رابرت اف. بویل                                         |
| پنه لوپه کروز | اهداکننده جایزه برای بهترین فیلم غیر انگلیسی‌زبان                                                      |
| پاتریک دمپسی | Introducer of the performance Best Song nominee of "So Close"                                         |
| جان تراولتا | اهداکننده جایزه برای Best Original Song                                                               |
| کامرون دیاز | اهداکننده جایزه برای بهترین فیلمبرداری                                                                |
| هیلاری سوانک | Presenter of the In Memoriam segment                                                                  |
| امی آدامز | اهداکننده جایزه برای بهترین موسیقی متن                                                                |
| تام هنکس Spc. Charles Highland Sgt. Andrea Knudsen Officer 3rd Class Joseph Smith Lt. Curtis Williamson Sgt. Kenji Thuloweit | Presenters of the award for Academy Award for Best Documentary Short Subject                          |
| تام هنکس | اهداکننده جایزه برای Academy Award for Best Documentary Feature                                       |
| هریسون فورد | اهداکننده جایزه برای بهترین فیلم‌نامه غیر افتباسی                                                      |
| هلن میرن | اهداکننده جایزه برای بهترین بازیگر مرد                                                                |
| مارتین اسکورسیزی | اهداکننده جایزه برای بهترین کارگردانی                                                                 |
| دنزل واشینگتن | اهداکننده جایزه برای بهترین فیلم                                                                      |

### اجراکنندگان
| نام(ها)                                    | نقش                        | اجرا کننده                          |
| ------------------------------------------ | -------------------------- | ----------------------------------- |
| بیل کونتی                                  | Musical Arranger Conductor | Orchestral                          |
| امی آدامز                                  | Performer                  | "Happy Working Song" from Enchanted |
| Impact Repertory Theatre Jamia Simone Nash | Performers                 | "Raise It Up" from آگوست راش        |
| کریستن چنووس Marlon Saunders               | Performers                 | That's How You Know" from Enchanted |
| Glen Hansard مارکتا ایرگلووا               | Performers                 | "Falling Slowly" from Once          |
| Jon McLaughlin                             | Performer                  | "So Close" from Enchanted           |